# Grup de la wöhlerita
El grup de la wöhlerita és un grup de minerals de la classe dels silicats. Està format per sorosilicats que poden cristal·litzar tant en el sistema monoclínic com en el triclínic. Les espècies que integren aquest grup són dotze: baghdadita, burpalita, cuspidina, hiortdahlita, janhaugita, låvenita, madeiraïta, moxuanxueïta, niocalita, normandita, pilanesbergita i wöhlerita.
| Espècie        | Fórmula                                          |
| -------------- | ------------------------------------------------ |
| Baghdadita     | Ca₃(Zr,Ti)(Si₂O₇)O₂                              |
| Burpalita      | Na₂CaZr(Si₂O₇)F₂                                 |
| Cuspidina      | Ca₈(Si₂O₇)F₄                                     |
| Hiortdahlita   | (Na,Ca)₂Ca₄Zr(Mn,Ti,Fe)(Si₂O₇)₂(F,O)₄            |
| Janhaugita     | (Na,Ca)₃(Mn2+,Fe2+)₃(Ti,Zr,Nb)₂(Si₂O₇)₂O₂(OH,F)₂ |
| Låvenita       | (Na,Ca)₂(Mn2+,Fe2+)(Zr,Ti)(Si₂O₇)(O,OH,F)₂       |
| Madeiraïta     | Na₂Ca₂Fe₂Zr₂(Si₂O₇)₂O₂F₂                         |
| Moxuanxueïta   | Na₂Ca₄ZrCa(Si₂O₇)₂F₄                             |
| Niocalita      | (Ca,Nb)₄(Si₂O₇)(O,OH,F)₂                         |
| Normandita     | NaCa(Mn,Fe)(Ti,Nb,Zr)(Si₂O₇)OF                   |
| Pilanesbergita | Na₂Ca₂Fe₂Ti₂(Si₂O₇)₂O₂F₂                         |
| Wöhlerita      | NaCa₂(Zr,Nb)(Si₂O₇)(O,OH,F)₂                     |